# Bessunger Forellenteich
Der Bessunger Forellenteich (auch: „Bessunger Teich“ und „Klappacher Wasser“) ist ein Stillgewässer im südhessischen Darmstadt-Bessungen am Fuße des Odenwalds. Er steht seit 1981 als flächenhaftes Naturdenkmal Gebiet des Forellenteiches unter Naturschutz.

## Entstehung und Geschichte

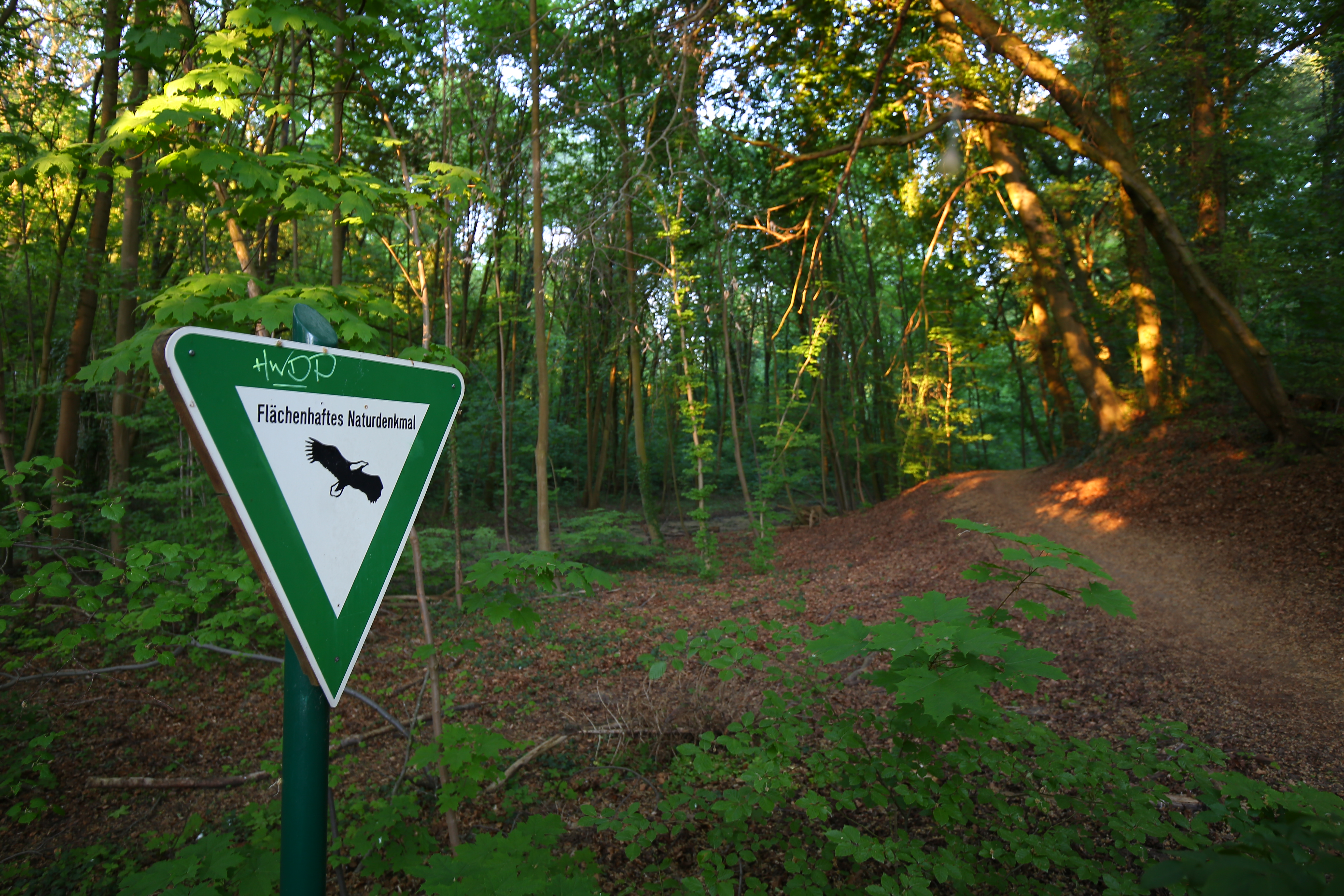
Waldweg Am Forellenteich

Im 16. oder 17. Jahrhundert wurden – an der heutigen Klappacher Straße westlich des Böllenfalltors – durch Stauung des Saubachs drei Fischteiche angelegt, deren größter und westlichster „Bessunger Teich“ genannt wurde.
Dieser Teich war im 19. Jahrhundert ein beliebter Badeteich, besonders nachdem hier kurz nach 1850 eine Badeanstalt mit fünf Kabinen und einem Sprungbrett angelegt wurde.
1860 wurde der Teich trockengelegt, da die Gemeinde Bessungen das Wasser für die neue Artilleriekaserne an der Heidelberger Straße ableitete.
Der Teich ist Namensgeber für das 1906 erbaute Haus am Forellenteich.

## Der Bessunger Forellenteich heute
Der Herrgottsbergbach, aus dem Goetheteich am Herrgottsberg abfließend, mündet heute in den Bessunger Forellenteich, aus dem sich der Saubach speist.

## Fauna
Auf dem Areal sind zahlreiche Tierarten vorhanden die geschützt, schützenswert oder gefährdet sind:
- Laichplatz für Amphibien
  - Erdkröte
  - Feuersalamander
  - Teichmolch
- Rote Liste-Vogelarten
  - Gebirgsstelze
  - Habicht
  - Sperber
  - Wespenbussard
- Fledermäuse
- Ringelnatter